# Claudius Ditlev Fritzsch

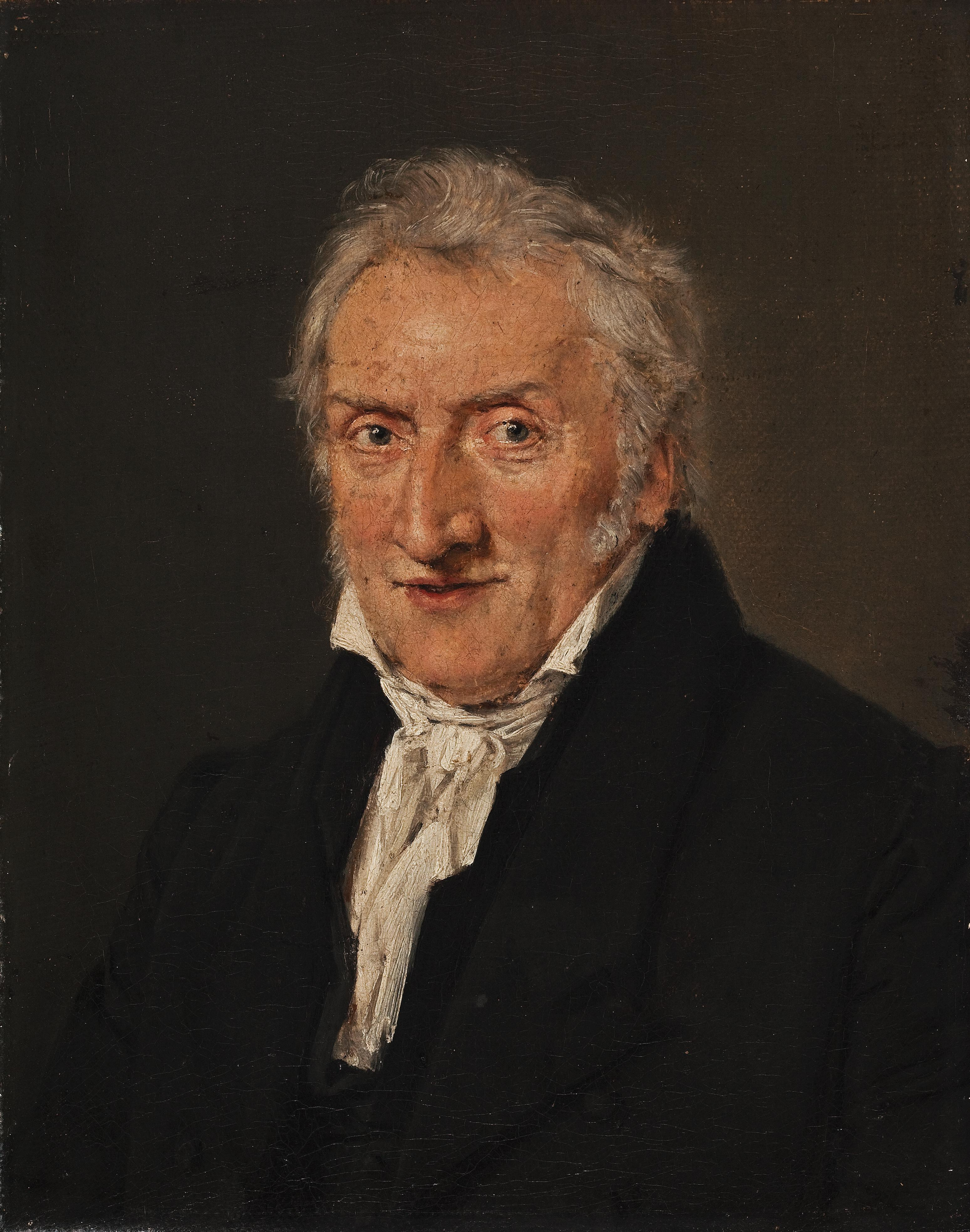
C.D.Fritzsch, Gemälde von Christian Albrecht Jensen

Claudius Ditlev Fritzsch, auch Claudius Detlev Fritzsch, (* 10. Juni 1765 in Kiel; † 27. November 1841 in Kopenhagen) war ein deutsch-dänischer Maler.

## Leben
Claudius Ditlev Fritzsch war ein Sohn des Kieler Maurermeisters Johann Christopher Fritzsch und dessen Ehefrau Elsabe Catharina Brammer. Er ging 1786 mit dem gleichaltrigen Gerhard Ludvig Lahde nach Kopenhagen und arbeitete anfangs in Gouache und Aquarell; später reichte er Gemälde bei der Akademie ein. Er schuf Gouachen vom Brand des Schlosses Christiansborg (1794) und der Stadt Kopenhagen (1795), die sein Freund G. L. Lahde in Kupfer stach. 1801 malte Fritzsch die Seeschlacht gegen die Engländer vor Kopenhagen. Später wandte er sich der Blumenmalerei zu und wurde damit zum Vorbild von Johannes Ludvig Camradt (1779–1849).